# Mieszko Talarczyk
Mieszko Talarczyk (nacido el 23 de diciembre de 1974 en Polonia, muerto el 26 de diciembre de 2004 en Tailandia) era conocido como guitarrista y principal vocalista en la banda sueca de grindcore Nasum. Además de su faceta como vocalista y guitarrista, Mieszko también era conocido por sus habilidades como productor e ingeniero de sonido, habiendo sido cofundador de los estudios Soundlab (Suecia) junto al guitarrista del grupo de hardcore melódico Millencolin, Mathias Färm. También estuvo involucrado en el mundo de la música de muchas otras maneras, como siendo uno de los fundadores del fanzine Scenkross.
En 2004, Mieszko fue a Tailandia de vacaciones con su novia, pocos meses después de que Nasum editaran el disco "Shift", y murió a consecuencia del tsunami que asoló el sudeste asiático el 26 de diciembre de 2004. Su cuerpo fue posteriormente hallado e identificado el 16 de febrero de 2005 y transportado a su ciudad de Örebro, Suecia, donde su funeral se llevó a cabo el 30 de marzo. Su novia sobrevivió, aunque sufrió heridas graves. Tras morir Mieszko, Nasum se disolvió. El estado de su proyecto paralelo, la banda de Punk-Crustcore Genocide Superstars, es todavía incierto.

## Discografía

### Con Nasum
- Inhale/Exhale (1998)
- Human 2.0 (2000)
- Helvete (2003)
- Shift (2004)

### Con Genocide Superstars
- Hail The New Storm (1997)
- We Are Born of Hate (1999)
- Iron Cross (2002)

### Con Krigshot
- Maktmissbrukare (1999)
- Örebro-Mangel (2002)